# Albert Odyssey: Legend of Eldean
Albert Odyssey: Legend of Eldean (ook wel Albert Odyssey Gaiden; Japans: アルバートオデッセイ外伝") is een computerspel dat werd ontwikkeld door Sun Corporation en uitgegeven door Working Designs. Het spel kwam in 1997 uit voor de Sega Saturn. Het spel gaat over een jongetje genaamd Pike. Zijn pleeggezin plotseling in steen worden veranderd, waardoor hij moet worden groot gebracht door harpies, een soort vliegend ras. Tien jaar later wordt zijn pleegzus in steen veranderd door een boze tovenaar. Hij neemt hij Cirrus (het zwaard van zijn vader) en verlaat voor het eerst in zijn leven de stad om genezing te zoeken. Het spel is het vervolg op Albert Odyssey dat voor de SNES uitkwam. Het speelveld wordt met bovenaanzicht getoond en de gevechten verlopen beurtgebasseerd. Het muziek van het spel werd gecomponeerd door Naoki Kodaka van Sunsoft.

## Ontvangst
| Beoordeeld door                 | Datum             | Score |
| ------------------------------- | ----------------- | ----- |
| RPGFan                          | 4 april 1998      | 91%   |
| Electronic Gaming Monthly (EGM) | september 1997    | 83%   |
| Shin Force                      | 26 mei 2006       | 81%   |
| Defunct Games                   | 1 september 2007  | 80%   |
| Legendra                        | 2 december 2001   | 80%   |
| RPGDreamers                     | 2003              | 80%   |
| GameSpot                        | 15 september 1997 | 76%   |
| GamePro (USA)                   | 1 januari 2000    | 60%   |